# Guerra Franco-Espanhola (1635-1659)
A guerra franco-espanhola (1635–1659) foi um conflito militar que foi consequência da entrada do Reino da França na Guerra dos Trinta Anos. Após os aliados germânicos da Suécia terem sido forçados a negociar a paz com o Sacro Império Romano-Germânico, o então primeiro-ministro francês, o Cardeal Richelieu, declarou guerra à Espanha porque o território francês estava rodeado por territórios dos Habsburgos. O conflito foi uma continuação da Guerra da Sucessão de Mântua (1628–31), na qual a França invadiu o norte da Itália para tomar posse do território reclamado pelos Habsburgos espanhóis. A guerra franco-espanhola ocorreu no período compreendido entre 1635 e 1659, ano que finaliza com o acordo assinado por ambos os países conhecido como "Paz dos Pirenéus". Embora inserida no contexto da Guerra dos Trinta Anos, teve características diferenciadoras, também por ter continuado depois da Guerra dos Trinta Anos ter terminado com a Paz de Vestefália. Nesse período, Espanha mantinha outros conflitos, como por exemplo com as Províncias Unidas, no que ficou conhecido como "Guerra dos Oitenta Anos".

## Antecedentes
A rivalidade entre o Reino da França e a Espanha remontava já a finais do século XV, aos tempos do reinado dos Reis Católicos. Durante o século XVI, tiveram lugar uma série de conflitos entre ambos os países. Inicialmente, estes desenvolviam-se pela predominância sobre os domínios na Itália: Reino de Nápoles (campanhas do Grande Capitão), pelo Milanesado (batalha de Pavia) e de novo pelo domínio de Nápoles, embora neste caso, o campo de ação se tenhma mudado para a fronteira da França com os Países Baixos (batalha de San Quintino (1557) e batalha de Gravelinas em 1558), conflito que se concluiu com o reconhecimento do predomínio espanhol em 1559 pela assinatura da Paz de Cateau-Cambrésis.